# Discophora ceylonica
Discophora ceylonica är en fjärilsart som beskrevs av Hans Fruhstorfer 1911. Discophora ceylonica ingår i släktet Discophora och familjen praktfjärilar. Inga underarter finns listade i Catalogue of Life.